# Světlá
Světlá (in tedesco Swietla) è un comune della Repubblica Ceca facente parte del distretto di Blansko, in Moravia Meridionale.

## Storia
Světlá è stata la sede di uno dei 45 sottocampi del campo di concentramento di Auschwitz.